# Alessandria Unione Sportiva 1957-1958
Questa voce raccoglie le informazioni riguardanti l'Alessandria Unione Sportiva nelle competizioni ufficiali della stagione 1957-1958.

## Stagione
Al ritorno in A dopo nove anni, la neopromossa Alessandria del presidente Sacco, senza trascurare il vivaio, si distinse per un mercato di buon livello: furono acquistati dall'Inter il difensore Giovanni Giacomazzi e il Nazionale svizzero Roger Vonlanthen, indossò finalmente la maglia grigia il talento locale Tagnin. Meno azzeccato fu l'acquisto della promessa peruviana Natteri, mentre abbandonarono la squadra dopo la felice promozione Morbello, Tinazzi e Russi. L'andamento del campionato fu più positivo di quanto non dica la classifica finale, condizionata dal calo di rendimento che l'Alessandria, guidata peraltro da un debuttante in A (Robotti), accusò nelle ultime gare, a salvezza acquisita.

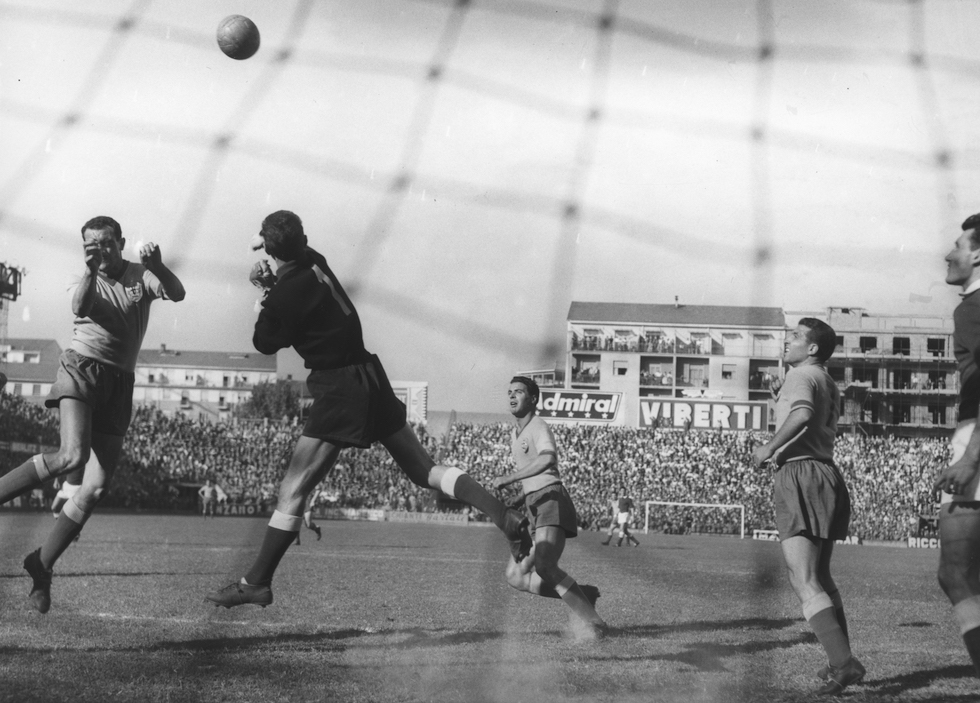
Un frangente del derby piemontese tra e Alessandria (0-0) giocato al Filadelfia il 15 settembre 1957

L'importante vittoria del debutto contro l'ambiziosa Fiorentina fu la prima di una serie di buone prestazioni contro avversarie di prestigio. Buona interprete del catenaccio, per lungo tempo l'Alessandria si ritrovò a ridosso delle prime posizioni per poi venire, all'inizio del girone di andata, inghiottita dalla lunga coda di squadre formatasi a centro-classifica. Ancora sesta il 6 aprile, declinò nel finale e chiuse nel folto gruppo delle dodicesime, a sei punti dal quinto posto. Coda del campionato, nei mesi di giugno e luglio fu la risorta Coppa Italia, che la squadra piemontese affrontò con atteggiamento renunciatario, sfruttandola come banco di prova per un buon numero di giovani, di provinanti (tra essi, Aggradi e Dell'Omodarme) e qualche nuovo acquisto.

## Divise
L'Alessandria riconfermò le divise grigioazzurre della stagione precedente; le maglie erano in lana sottile e aderenti. Le scarpe erano nere, prodotte dal Laboratorio Ferrari di Tortona.
| 1ª maglia | 2ª maglia |

## Organigramma societario
Area direttiva
- Presidente: Silvio Sacco
- Vice-presidenti: Amedeo Ruggiero e Remo Sacco

Area organizzativa
- Segretario amministrativo: Enrico Reposi
- Segretario: Piero Zorzoli

Area tecnica
- Allenatore: Luciano Robotti
- Allenatore in 2ª: Franco Pedroni
- Preparatore: De Sisti

Area sanitaria
- Medico sociale: Cesare Bruno
- Massaggiatore: Eugenio Taverna

## Rosa
| N. |                   | Ruolo | Calciatore           |
| -- | ----------------- | ----- | -------------------- |
|    | Italia (bandiera) | P     | Pacifico Cuman       |
|    | Italia (bandiera) | P     | Natale Nobili        |
|    | Italia (bandiera) | P     | Ideo Stefani         |
|    | Italia (bandiera) | P     | Ferruccio Curti      |
|    | Italia (bandiera) | P     | Grati                |
|    | Italia (bandiera) | D     | Umberto Boniardi     |
|    | Italia (bandiera) | D     | Giovanni Giacomazzi  |
|    | Italia (bandiera) | D     | Aldo Nardi           |
|    | Italia (bandiera) | D     | Franco Pedroni       |
|    | Italia (bandiera) | D     | Nello Stella         |
|    | Italia (bandiera) | D     | Piero Aggradi        |
|    | Italia (bandiera) | D     | Aurelio Gerin        |
|    | Italia (bandiera) | D     | Giolitti             |
|    | Italia (bandiera) | C     | Antonio Girardo      |
|    | Italia (bandiera) | C     | Michele Manenti      |
|    | Italia (bandiera) | C     | Antonio Marcellini   |
|    | Italia (bandiera) | C     | Giancarlo Pistorello |

| N. |                      | Ruolo | Calciatore           |
| -- | -------------------- | ----- | -------------------- |
|    | Italia (bandiera)    | C     | Vittorio Regeni      |
|    | Italia (bandiera)    | C     | Marco Savioni        |
|    | Italia (bandiera)    | C     | Cirano Snidero       |
|    | Italia (bandiera)    | C     | Carlo Tagnin         |
|    | Italia (bandiera)    | C     | Luigi Traverso       |
|    | Italia (bandiera)    | C     | Alessandro Vitali    |
|    | Italia (bandiera)    | C     | Carlo Dell'Omodarme  |
|    | Italia (bandiera)    | C     | Antonio Gerbaudo     |
|    | Italia (bandiera)    | C     | Tullio Oldani        |
|    | Italia (bandiera)    | C     | Alberto Sgorlon      |
|    | Italia (bandiera)    | A     | Lanfranco Albertelli |
|    | Italia (bandiera)    | A     | Ercole Castaldo      |
|    | Perù (bandiera)      | A     | Hugo Natteri         |
|    | Svizzera (bandiera)  | A     | Roger Vonlanthen     |
|    | Italia (bandiera)    | A     | Luigi Parodi         |
|    | Argentina (bandiera) | A     | Juan Carlos Tacchi   |

## Risultati

### Serie A

#### Girone di andata
| Arbitro: | Moriconi (Roma) |

|            |           |  |
| Vitali 32’ | Marcatori |  |

| Torino 15 settembre 1957 | Torino             | 0 – 0 | Alessandria | Stadio Filadelfia\| Arbitro: \| Famulari (Messina) \| |
| Arbitro:                 | Famulari (Messina) |       |             |                                                       |

| Alessandria 22 settembre 1957 | Alessandria         | 0 – 0 | Milan | Stadio Giuseppe Moccagatta (20.000 spett.)\| Arbitro: \| Lo Bello (Siracusa) \| |
| Arbitro:                      | Lo Bello (Siracusa) |       |       |                                                                                 |

| Arbitro: | Rebuffo (Milano) |

|                                 |           |  |
| Maccacaro 13’, 44’ Bassetti 71’ | Marcatori |  |

| Arbitro: | Pieri (Trieste) |

|                                             |           |  |
| Traverso 36’ Vonlanthen 57’, 64’ Vitali 86’ | Marcatori |  |

| Arbitro: | Rigato (Venezia) |

|             |           |            |
| Tinazzi 87’ | Marcatori | 59’ Vitali |

| Arbitro: | Steiner |

|                                        |           |                        |
| G. Vitali 1’ Mezzalira 17’ Sandell 30’ | Marcatori | 56’ Savioni 76’ Tagnin |

| Arbitro: | Campanati (Milano) |

|                  |           |  |
| Manenti 31’, 58’ | Marcatori |  |

| Arbitro: | Menchini (Udine) |

|  |           |                     |
|  | Marcatori | 26’, 88’ Vonlanthen |

| Arbitro: | Boati (Milano) |

|                         |           |             |
| Tagnin 40’ Traverso 51’ | Marcatori | 24’ Campana |

| Arbitro: | Righi (Milano) |

|                    |           |              |
| Chiumento 24’, 65’ | Marcatori | 27’ Traverso |

| Arbitro: | Marangio (Roma) |

|                               |           |  |
| Castaldo 8’ Tagnin 43’ (rig.) | Marcatori |  |

| Arbitro: | Righi (Milano) |

|             |           |                                       |
| Savioni 19’ | Marcatori | 40’ Pestrin 52’ Da Costa 71’ Lojodice |

| Alessandria 26 dicembre 1957 | Alessandria      | 0 – 0 | Napoli | Stadio Giuseppe Moccagatta (10.000 spett.)\| Arbitro: \| Rigato (Venezia) \| |
| Arbitro:                     | Rigato (Venezia) |       |        |                                                                              |

| Arbitro: | Famulari (Messina) |

|            |           |             |
| Ronzon 38’ | Marcatori | 55’ Manenti |

| Arbitro: | Grill |

|              |           |                              |
| Castaldo 66’ | Marcatori | 3’ Sívori 35’ (aut.) Pedroni |

| Arbitro: | Marchetti (Milano) |

|                          |           |  |
| Bettini 4’ Pentrelli 22’ | Marcatori |  |

#### Girone di ritorno
| Firenze 26 gennaio 1958 | Fiorentina     | 0 – 0 | Alessandria | Stadio Comunale\| Arbitro: \| Righi (Milano) \| |
| Arbitro:                | Righi (Milano) |       |             |                                                 |

| Alessandria 2 febbraio 1958 | Alessandria      | 0 – 0 | Talmone Torino | Stadio Giuseppe Moccagatta\| Arbitro: \| Orlandini (Roma) \| |
| Arbitro:                    | Orlandini (Roma) |       |                |                                                              |

| Arbitro: | Gambarotta (Genova) |

|           |           |             |
| Galli 64’ | Marcatori | 82’ Savioni |

| Arbitro: | Rebuffo (Milano) |

|                             |           |            |
| Vitali 21’, 57’ Savioni 33’ | Marcatori | 82’ Larini |

| Arbitro: | Famulari (Messina) |

|                              |           |             |
| Moltrasio 21’ Muccinelli 90’ | Marcatori | 23’ Manenti |

| Arbitro: | Maurelli (Roma) |

|                             |           |             |
| Castaldo 21’ Vonlanthen 90’ | Marcatori | 72’ Bicicli |

| Alessandria 9 marzo 1958 | Alessandria        | 0 – 0 | SPAL | Stadio Giuseppe Moccagatta\| Arbitro: \| Marchetti (Milano) \| |
| Arbitro:                 | Marchetti (Milano) |       |      |                                                                |

| Arbitro: | Menchini (Udine) |

|                                 |           |            |
| Pivatelli 10’ Pascutti 44’, 48’ | Marcatori | 17’ Vitali |

| Arbitro: | Jonni (Macerata) |

|                                      |           |             |
| Nardi 30’ Snidero 73’ Vonlanthen 85’ | Marcatori | 61’ Barison |

| Arbitro: | Bartolomei (Roma) |

|                                               |           |                |
| Brugola 8’ Pesaola 14’ Bertucco 33’ Morin 42’ | Marcatori | 85’ Vonlanthen |

| Arbitro: | Campanati (Milano) |

|                                                   |           |  |
| Marchi 32’ David 40’ Valentinuzzi 76’ Campana 82’ | Marcatori |  |

| Alessandria 20 aprile 1958 | Alessandria       | 0 – 0 | Padova | Stadio Giuseppe Moccagatta\| Arbitro: \| Fornari (Bologna) \| |
| Arbitro:                   | Fornari (Bologna) |       |        |                                                               |

| Arbitro: | Annoscia (Bari) |

|            |           |                |
| Ocwirk 76’ | Marcatori | 11’ Vonlanthen |

| Arbitro: | De Marchi (Pordenone) |

|                          |           |                |
| Orlando 37’ Da Costa 47’ | Marcatori | 88’ Pistorello |

| Alessandria 11 maggio 1958 | Alessandria      | 0 – 0 | Atalanta | Stadio Giuseppe Moccagatta\| Arbitro: \| Jonni (Macerata) \| |
| Arbitro:                   | Jonni (Macerata) |       |          |                                                              |

| Arbitro: | Bartolomei (Roma) |

|                          |           |             |
| Montico 15’ Ferrario 82’ | Marcatori | 43’ Savioni |

| Arbitro: | Moriconi (Roma) |

|             |           |                         |
| Savioni 73’ | Marcatori | 25’ Fontanesi 30’ Piquè |

### Coppa Italia

#### Fase a gironi
| Arbitro: | Mori (Cremona) |

|            |           |           |
| Parodi 47’ | Marcatori | 36’ Corso |

| Arbitro: | Perego (Milano) |

|                         |           |            |
| Recagno 28’ Grabesu 37’ | Marcatori | 84’ Tacchi |

| Arbitro: | Basciu (Genova) |

|                                               |           |  |
| Vonlanthen 27’, 74’ Parodi 34’, 45’, 52’, 58’ | Marcatori |  |

| Arbitro: | Butti (Como) |

|                                           |           |  |
| Barison 3’, 71’ Firotto 26’ Dal Monte 79’ | Marcatori |  |

| Arbitro: | Butti (Como) |

|                       |           |                              |
| Oldani 57’ Parodi 73’ | Marcatori | 39’, 65’ Toschi 67’ Marocchi |

| Arbitro: | Ascari (Carpi) |

|                                                      |           |                          |
| Parma 18’ Ambrosetti 30’ Canavesi 42’, 80’ Negri 55’ | Marcatori | 40’ (aut.) Scaccabarozzi |

## Statistiche

### Statistiche di squadra
| Competizione | Punti | In casa | In casa | In casa | In casa | In casa | In casa | In trasferta | In trasferta | In trasferta | In trasferta | In trasferta | In trasferta | Totale | Totale | Totale | Totale | Totale | Totale | DR  |
| Competizione | Punti | G       | V       | N       | P       | Gf      | Gs      | G            | V            | N            | P            | Gf           | Gs           | G      | V      | N      | P      | Gf     | Gs     | DR  |
| ------------ | ----- | ------- | ------- | ------- | ------- | ------- | ------- | ------------ | ------------ | ------------ | ------------ | ------------ | ------------ | ------ | ------ | ------ | ------ | ------ | ------ | --- |
| Serie A      | 30    | 17      | 8       | 6       | 3       | 22      | 11      | 17           | 1            | 6            | 10           | 14           | 31           | 34     | 9      | 12     | 13     | 36     | 42     | -6  |
| Coppa Italia | 3     | 3       | 1       | 1       | 1       | 8       | 4       | 3            | 0            | 0            | 3            | 2            | 11           | 6      | 1      | 1      | 4      | 10     | 14     | -4  |
| Totale       |       | 20      | 9       | 7       | 4       | 30      | 15      | 20           | 1            | 6            | 13           | 16           | 42           | 40     | 10     | 13     | 17     | 46     | 56     | -10 |

### Statistiche dei giocatori[6]
| Giocatore        | Serie A  | Serie A | Coppa Italia | Coppa Italia | Totale   | Totale |
| Giocatore        | Presenze | Reti    | Presenze     | Reti         | Presenze | Reti   |
| ---------------- | -------- | ------- | ------------ | ------------ | -------- | ------ |
| P. Aggradi       | -        | -       | 5            | 0            | 5        | 0      |
| L. Albertelli    | 4        | 0       | -            | -            | 4        | 0      |
| U. Boniardi      | 18       | 0       | 4            | 0            | 22       | 0      |
| E. Castaldo      | 30       | 3       | 0            | 0            | 30       | 3      |
| P. Cuman         | 2        | -5      | 0            | 0            | 2        | -5     |
| F. Curti         | -        | -       | 1            | -2           | 1        | -2     |
| C. Dell'Omodarme | -        | -       | 5            | 0            | 5        | 0      |
| A. Gerbaudo      | -        | -       | 1            | 0            | 1        | 0      |
| A. Gerin         | -        | -       | 1            | 0            | 1        | 0      |
| G. Giacomazzi    | 27       | 0       | 5            | 0            | 32       | 0      |
| Giolitti         | -        | -       | 1            | 0            | 1        | 0      |
| A. Girardo       | 1        | 0       | 3            | 0            | 4        | 0      |
| Grati            | -        | -       | 4            | -9           | 4        | -9     |
| M. Manenti       | 16       | 4       | 2            | 0            | 18       | 4      |
| A. Marcellini    | 21       | 0       | 1            | 0            | 22       | 0      |
| A. Nardi         | 24       | 1       | 1            | 0            | 25       | 1      |
| H. Natteri       | 2        | 0       | 1            | 0            | 3        | 0      |
| N. Nobili        | 15       | -15     | -            | -            | 15       | -15    |
| T. Oldani        | -        | -       | 2            | 1            | 2        | 1      |
| L. Parodi        | -        | -       | 6            | 6            | 6        | 6      |
| F. Pedroni       | 24       | 0       | 1            | 0            | 25       | 0      |
| G. Pistorello    | 9        | 1       | 2            | 0            | 11       | 1      |
| V. Regeni        | 1        | 0       | -            | -            | 1        | 0      |
| M. Savioni       | 30       | 6       | -            | -            | 30       | 6      |
| A. Sgorlon       | -        | -       | 5            | 0            | 5        | 0      |
| C. Snidero       | 15       | 1       | 4            | 0            | 19       | 1      |
| I. Stefani       | 17       | -22     | 4            | -5           | 21       | -27    |
| N. Stella        | 1        | 0       | 3            | 0            | 4        | 0      |
| J.C. Tacchi      | -        | -       | 5            | 1            | 5        | 1      |
| C. Tagnin        | 29       | 3       | -            | -            | 29       | 3      |
| L. Traverso      | 32       | 3       | -            | -            | 32       | 3      |
| A. Vitali        | 27       | 6       | 1            | 0            | 28       | 6      |
| R. Vonlanthen    | 29       | 8       | 5            | 2            | 34       | 10     |